# Kristen Pfaff
Kristen Pfaff (* 26. Mai 1967 in New York; † 16. Juni 1994 in Seattle) war eine US-amerikanische Musikerin. Sie wurde vor allem als Bassistin der Grungeband Hole bekannt.

## Biografie
Kristen Pfaff wuchs in Buffalo im US-Bundesstaat New York auf. Dort besuchte sie die Buffalo Academy of the Sacred Heart, eine von der katholischen Kirche betriebene High School. Nach einem kurzen Europaaufenthalt ging sie zum Klavierstudium kurzzeitig ans Boston College, ehe sie auf die University of Minnesota nach Minneapolis wechselte, wo sie auch ihren Abschluss machte.
Während ihres Studiums brachte sie sich autodidaktisch Bassgitarrespielen bei. Zusammen mit Freunden, dem Sänger und Gitarristen Joachim Breuer und Schlagzeuger Matt Entsminger, gründete sie die Band Janitor Joe. 1993 wurde das Album Big Metal Birds veröffentlicht und es folgte eine Tour durch die USA. Allerdings sollte ein größerer Erfolg ausbleiben.
Bei der Tour durch Kalifornien wurde sie von Eric Erlandson und Courtney Love von Hole entdeckt, die einen Nachfolger für Lesley Hardy am Bass suchten. Nach einer kurzen Bedenkzeit sagte Pfaff zu und zog von Minneapolis nach Seattle. Dort war sie noch 1993 an den Aufnahmen zum zweiten Album der Band, Live Through This, beteiligt. Die Platte erschien im April 1994 nur wenige Tage nach dem Tod von Courtney Loves Ehemann Kurt Cobain. Dieses erste Album der Band bei einem Major-Label erreichte Platinstatus.
Nach ihrem Umzug nach Seattle war Pfaff mit Drogen in Berührung gekommen und wurde schnell heroinabhängig. Im Winter 1993 nahm sie an einem Drogenentzug teil und schien wieder clean zu sein. Aufgrund ihrer engen freundschaftlichen Beziehung zu Cobain wurde sie von dessen Tod hart getroffen. Sie entschloss sich, die Band zu verlassen und zurück nach Minneapolis zu gehen, und im Frühsommer 1994 ging sie mit ihrer alten Band Janitor Joe wieder auf Tour.
Nachdem Pfaff nach Seattle zurückgekehrt war, um ihre Wohnung aufzulösen, wurde sie am Morgen des 16. Juni 1994 von einem Freund, der sie nach Minneapolis mitnehmen sollte, tot in der Badewanne liegend aufgefunden. Neben der Badewanne befanden sich Spritzen und andere Drogenutensilien und es stellte sich heraus, dass Pfaff an einer Heroin-Überdosis gestorben war.
Kristen Pfaff wurde auf dem Forest Lawn Cemetery in Buffalo beerdigt. Ein Radiosender aus Minneapolis stiftete einen mit 1.000 USD dotierten, jährlich bis 2001 vergebenen Preis, der nach ihr benannt wurde.

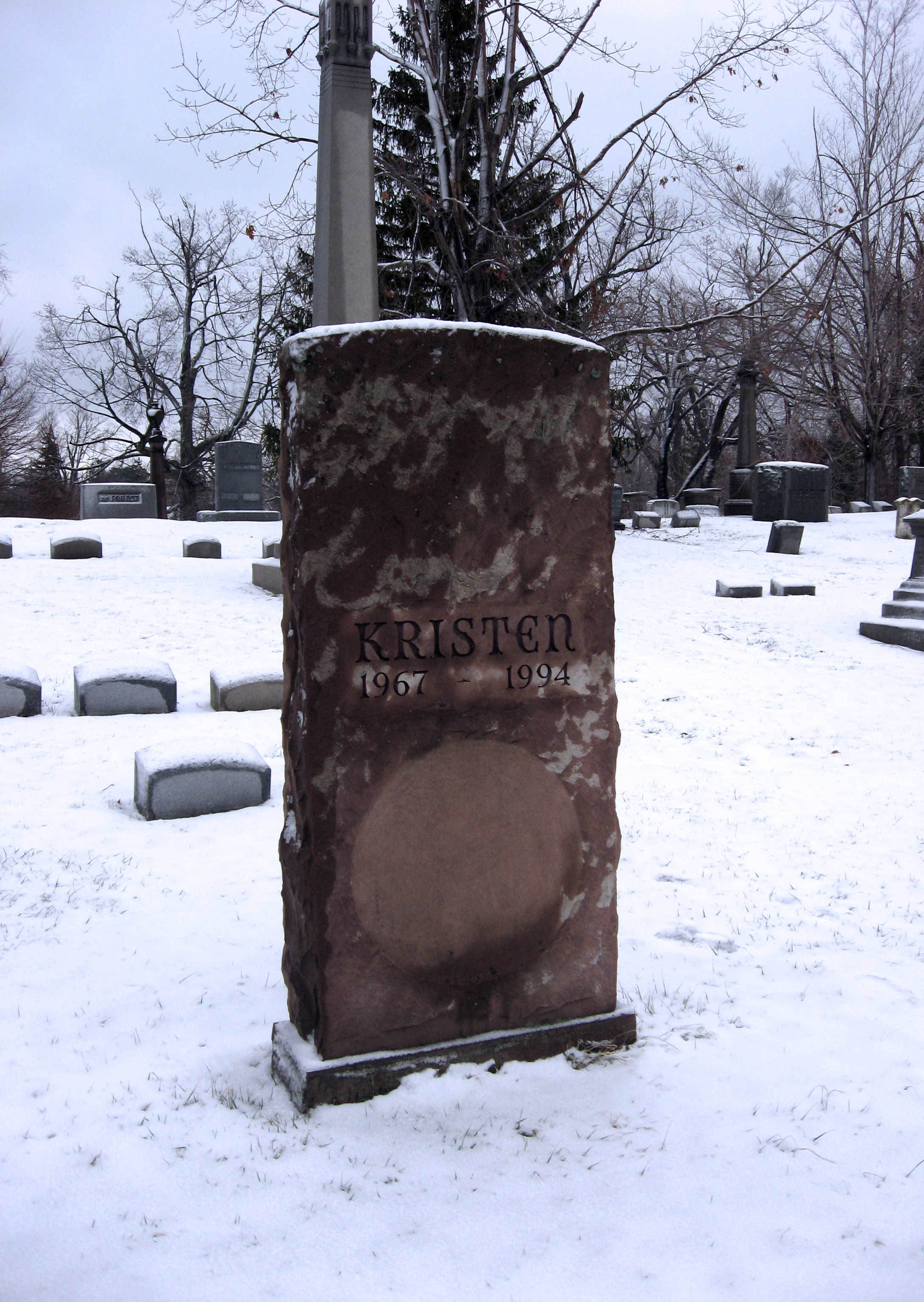
Grabstein von Kristen Pfaff auf dem Forest Lawn Cemetery in Buffalo, New York

## Umstände ihres Todes
Analog zum Tod Cobains im selben Jahr existieren auch in diesem Fall mehrere Theorien über das Ableben Pfaffs. Neben dem Ergebnis der polizeilichen Untersuchung, dass es sich bei ihrem Tod um eine selbst zugefügte Überdosis handelte, kursiert im Internet unter Fans von Pfaff und Cobain die Mutmaßung, Cobains Witwe Courtney Love habe direkt oder indirekt etwas mit ihrem Tod zu tun.
Pfaffs Mutter gab 2003 in einem Interview mit Ian Halperin und Max Wallace anlässlich deren Buchs Love and Death: The Murder of Kurt Cobain an, sie glaube nicht an die offizielle Version der Überdosis.